# Cornillon (Haiti)
Cornillon (em crioulo, Kòniyon), é uma comuna do Haiti, situada no departamento do Oeste e no arrondissement de Croix-des-Bouquets. De acordo com o censo de 2003, sua população total era de 48.934 habitantes.